# Исфет
Исфет или Асфет (егип. ı͗zf.t — «хаос», «несправедливость», «насилие») — понятие хаоса в древнеегипетских философии и мифологии, противостоящее принципам законности Маат. Маат и Исфет, созданные одномоментно, не могут существовать одно без другого, а для мировой гармонии их силы должны находиться в равновесии.
Исфет существовало до всего сущего в виде хаоса и всё ещё окружает созданный космос. Природа и дикие животные, пустыня, чужие земли и люди, преступники считались подконтрольными Исфет. Если «законность» олицетворялась в облике богини Маат, то Исфет символизировали чудовища хаоса, например Апоп. Также её принципам следовал злой бог Сет.
Главным борцом с Исфет и ответственным за мировой порядок на земле был фараон, который справлял ритуалы, вёл победоносные войны. Нечестивый правитель мог навлечь на народ голод, потери, слепоту.